# Тайная жизнь домашних животных 2
«Та́йная жизнь дома́шних живо́тных 2» (англ. The Secret Life of Pets 2) — американский полнометражный анимационный фильм. Премьера состоялась в мае 2019 года. Сиквел первого фильма 2016 года.

## Сюжет
В центре сюжета жизнь джек-рассел-терьера Макса. Его хозяйка Кэти вышла замуж, и вскоре в семье родился мальчик Лиам. Внимание Кэти переключилось на ребёнка. Псу тоже приходится следить за непоседливым ребёнком, он заражается чрезмерной родительской опекой и страдает от стресса. Во время поездки на природу Макс знакомится с английской овчаркой Ковбоем, который помогает ему вернуть уверенность в себе. Вторая сюжетная линия связана со Снежком. Кролик вовлекает ши-тцу Дейзи в аферу по спасению тигренка Хо из бродячего цирка жестокого Сергея из России (в русском дубляже заменен на Сержа из Франции). Третья сюжетная линия связана с Гиджет, которой Макс перед отъездом оставил на сохранение любимую игрушку, но та закатилась в квартиру старой кошатницы, и Гиджет пришлось учиться у Хлои быть кошкой.

## Роли озвучивали
- Пэттон Освальт — Макс
- Кевин Харт — Снежок
- Харрисон Форд — Ковбой
- Эрик Стоунстрит — Дюк
- Дженни Слейт — Гиджет
- Тиффани Хэддиш — Дейзи
- Лейк Белл — Хлоя
- Ник Кролл — Сергей (Серж)
- Дэна Карви — Попс
- Бобби Мойнахан — Мел
- Хэннибал Бёресс — Бадди
- Крис Рено — Норман
- Элли Кемпер — Кэти
- Пит Холмс — Чак
- Генри Ланч — Лиам
- Шон Джамброун — Пушистик
- Мередит Селенджер — кошатница
- Майкл Битти — вожак волков / худой кот
- Кайли Рено — Молли
- Тара Стронг — Горошек / Пиклз / малыш Лиам
- Джессика Ди Чикко — Принцесса / Тайни
- Гарт Дженнингс — хомяк

## Производство
2 августа 2016 года Universal Pictures и Illumination анонсировали продолжение анимационного фильма 2016 года «Тайная жизнь домашних животных» с режиссёром Крисом Рено и сценаристом Брайаном Линчем. Кристофер Меледандри и Джанет Хили будут продюсерами фильма.
В ноябре 2017 года было объявлено, что Луи Си Кей не будет повторять свою роль Макса после того, как его обвинили и впоследствии признали виновным в сексуальном домогательстве пяти женщин. В апреле 2018 года было объявлено, что Пэттон Освальт заменит Си Кея, а Харт, Стоунстрит, Сланец, Кемпер, Белл, Карви, Буресс, Мойнихан повторят свои роли. Дополнительный состав включает Тиффани Хэддиш, Ника Кролла, Харрисона Форда и Пита Холмса.

## Релиз
Изначально фильм должен был выйти 13 июля 2018 года, а затем 3 июля 2019 года. В конечном итоге релиз фильма в США состоялся 6 июня 2019 года, а в Великобритании двумя неделями ранее, 24 мая 2019 года.

### Маркетинг
В преддверии выхода фильма было снято несколько трейлеров, в каждом из которых участвовали персонажи Макс, Хлоя, Снежок, Дейзи, Джиджет и Петух. 11 апреля 2019 года (Национальный день домашних животных) вышел первый официальный трейлер. Финальный трейлер был выпущен 16 мая 2019 года.

## Приём

### Сборы
Мультфильм собрал 158,9 млн долларов в Северной Америке и 271,2 млн долларов на других территориях. Общие сборы составили 430,1 млн долларов при бюджете в 80 млн долларов.
В Северной Америке «Тайная жизнь домашних животных 2» был выпущен вместе с фильмом «Люди Икс: Тёмный Феникс», и первоначально предполагались сборы в районе 60 млн долларов в первые выходные. Однако после сборов в 16,3 млн долларов в первый день прогнозы были снижены до 46 млн долларов. В итоге мультфильм дебютировал с кассой в 46,65 млн долларов, что более чем в 2 раза меньше стартовых сборов первой части. Тем не менее, это позволило «Тайной жизни домашних животных 2» занять первое место в прокате. Во второй уик-энд мультфильм заработал 24,4 млн долларов, уступив первое место фильму «Люди в чёрном: Интернэшнл».
В России кинокартина в первый уик-энд возглавила прокат со сборами в 440 млн рублей, что почти на четверть меньше первой части, дебютная касса которой составляла 588 млн рублей. Всего в российском прокате «Тайная жизнь домашних животных 2» собрала более 1,5 млрд рублей, войдя в пятёрку самых кассовых релизов 2019 года.

### Критика
На Rotten Tomatoes фильм получил 60 % свежести на основе 154 рецензий, а средняя оценка составляет 5,7/10. На Metacritic фильм имеет средневзвешенную оценку 55 баллов из 100, основываясь на 26 рецензиях, что указывает на «смешанные или средние отзывы».

## Продолжение
В марте 2022 года в интервью подкасту «Шоу Гэри и Кенни» Меледандри заявил, что третий фильм находится в разработке.